# Жалколь
Жалколь (каз. Жалкөл) — озеро в Костанайском районе Костанайской области Казахстана. Находится в 10 км к северо-западу от села Ломоносовка.
По данным топографической съёмки 1944 года, площадь поверхности озера составляет 2,85 км². Наибольшая длина озера — 2,5 км, наибольшая ширина — 1,6 км. Длина береговой линии составляет 6,9 км, развитие береговой линии — 1,14. Озеро расположено на высоте 202,4 м над уровнем моря.